# ミヤノカートウェイ

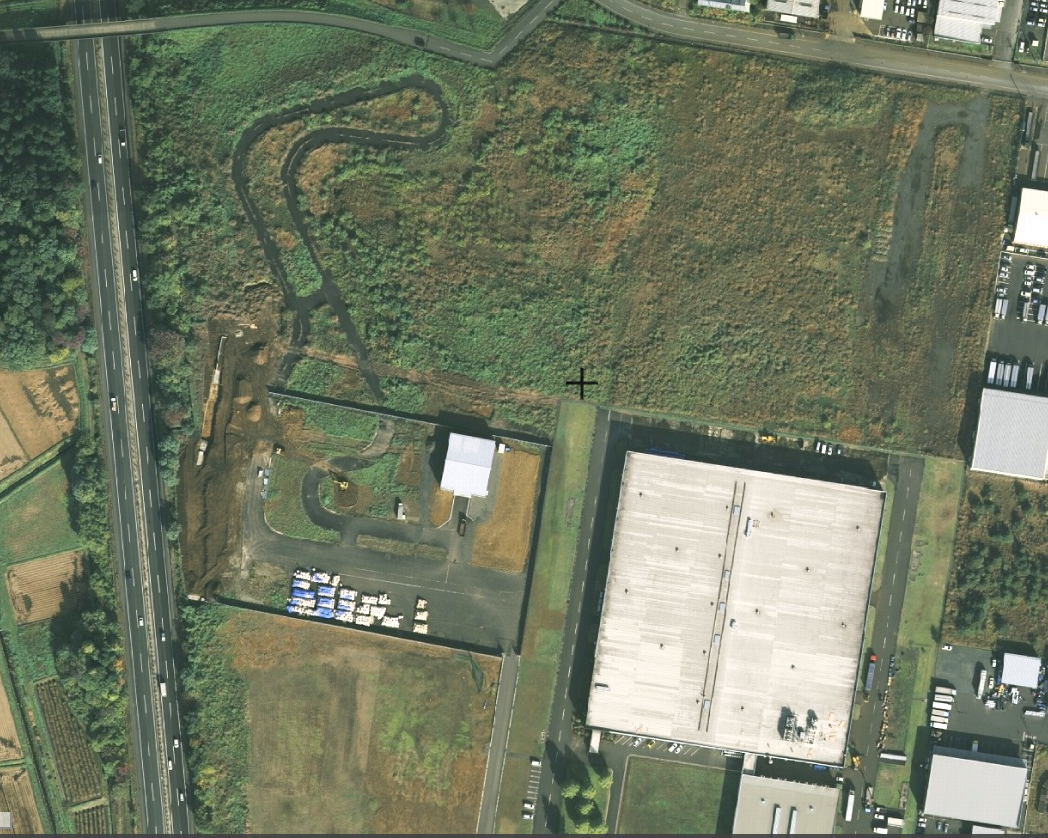
ミヤノカートウェイ跡地、 2011年撮影

ミヤノカートウェイは、岩手県北上市にあったサーキット場である。
跡地に工場が建っており、当時の路面等は残っているが、走れる状況ではない。
所在地と思わしき場所(39.3179436, 141.0914268)

## 概要
現在グーグルマップにて跡地のみ確認できる。現地には工場施設が立っており、コースの縁石等は近場より確認できる
。